# Cedric Maxwell
Cedric Bryan Maxwell (nacido el 21 de noviembre de 1955 en Kinston, Carolina del Norte) es un exjugador profesional de baloncesto estadounidense. Se le conocía como "Cornbread".

## Trayectoria deportiva

### Universidad
Maxwell fue una estrella en la Universidad de UNC Charlotte. En los 49ers, "Max" se convirtió en el sexto máximo anotador de la historia de la universidad y su dorsal 33 fue retirado en 1977, cuando lideró a su equipo a la Final Four de la NCAA. 

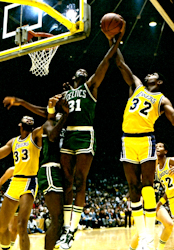
Maxwell (N.º 31) en 1985 peleando un balón con Magic Johnson

### Profesional
Tras completar su carrera en Charlotte, fue elegido en el Draft de la NBA de 1977 en la 12.ª posición por Boston Celtics, donde jugaría ocho de sus once temporadas en la NBA.
Maxwell fue recordado por ser un eficiente tirador y por su fiabilidad a final de los partidos, especialmente en playoffs. A pesar de jugar en Boston con estrellas del calibre de Larry Bird, Kevin McHale y Robert Parish, fue nombrado MVP de las Finales de 1981. Tres años más tarde, Maxwell anotó 24 puntos a Los Angeles Lakers en el decisivo partido y último partido de las Finales de 1984 para llevarse el anillo a Massachusetts.
El 6 de septiembre de 1985 fue traspasado junto con una ronda de draft a Los Angeles Clippers a cambio de Bill Walton.
El 15 de diciembre de 2003, los Boston Celtics le retiraron el dorsal 31 en honor a sus grandes contribuiciones en los anillos de 1981 y 1984.
Sin embargo, nunca fue elegido para jugar un All-Star Game pese a esos logros.

## Estadísticas de su carrera en la NBA
|  | Denota temporadas en las que fue Campeón de la NBA |
|  | Líder de la liga                                   |

### Temporada regular
| Año      | Equipo                | PJ  | PT  | MPP  | %TC   | %3P  | %TL  | RPP | APP | ROB | TPP | PPP  |
| -------- | --------------------- | --- | --- | ---- | ----- | ---- | ---- | --- | --- | --- | --- | ---- |
| 1977-78  | Boston                | 72  |     | 16.8 | .538  |      | .752 | 5.3 | 0.9 | 0.7 | 0.7 | 7.3  |
| 1978-79  | Boston                | 80  |     | 37.1 | .584* |      | .802 | 9.9 | 2.9 | 1.2 | 0.9 | 19.0 |
| 1979-80  | Boston                | 80  | 80  | 34.3 | .609* |      | .787 | 8.8 | 2.5 | 1.0 | 0.8 | 16.9 |
| 1980-81† | Boston                | 81  | 81  | 33.7 | .588  | .000 | .782 | 6.5 | 2.7 | 1.0 | 0.8 | 15.2 |
| 1981-82  | Boston                | 78  | 73  | 33.2 | .548  | .000 | .747 | 6.4 | 2.3 | 1.0 | 0.6 | 14.8 |
| 1982-83  | Boston                | 79  | 71  | 28.5 | .499  | .000 | .812 | 5.3 | 2.4 | 0.8 | 0.5 | 11.9 |
| 1983-84† | Boston                | 80  | 78  | 31.3 | .532  | .167 | .753 | 5.8 | 2.6 | 0.8 | 0.3 | 11.9 |
| 1984-85  | Boston                | 57  | 51  | 26.2 | .533  | .000 | .831 | 4.2 | 1.8 | 0.6 | 0.3 | 11.1 |
| 1985-86  | Los Angeles           | 76  | 72  | 32.3 | .475  | .000 | .795 | 8.2 | 2.8 | 0.8 | 0.4 | 14.1 |
| 1986-87  | L.A. Clippers/Houston | 81  | 31  | 24.3 | .530  | .000 | .775 | 5.4 | 2.4 | 0.5 | 0.2 | 10.0 |
| 1987-88  | Houston               | 71  | 0   | 11.9 | .468  | .000 | .769 | 2.5 | 0.8 | 0.3 | 0.2 | 3.8  |
| Total    | Total                 | 835 | 537 | 28.5 | .546  | .053 | .784 | 6.3 | 2.2 | 0.8 | 0.5 | 12.5 |

### Playoffs
| Año   | Equipo  | PJ  | PT | MPP  | %TC  | %3P  | %TL  | RPP  | APP | ROB | TPP | PPP  |
| ----- | ------- | --- | -- | ---- | ---- | ---- | ---- | ---- | --- | --- | --- | ---- |
| 1980  | Boston  | 9   |    | 35.6 | .634 |      | .754 | 10.0 | 2.1 | 0.6 | 1.1 | 18.2 |
| 1981† | Boston  | 17  |    | 35.2 | .580 |      | .818 | 7.4  | 2.7 | 0.7 | 0.9 | 16.1 |
| 1982  | Boston  | 12  |    | 32.1 | .517 |      | .714 | 7.3  | 2.2 | 1.5 | 0.9 | 14.5 |
| 1983  | Boston  | 7   |    | 35.1 | .527 |      | .842 | 7.3  | 3.3 | 0.6 | 0.6 | 12.9 |
| 1984† | Boston  | 23  |    | 32.7 | .503 | .000 | .779 | 5.2  | 2.4 | 1.0 | 0.3 | 11.9 |
| 1985  | Boston  | 20  | 0  | 11.9 | .488 |      | .791 | 2.4  | 0.4 | 0.5 | 0.1 | 3.8  |
| 1987  | Houston | 10  | 0  | 17.7 | .529 | .000 | .743 | 3.3  | 1.7 | 0.4 | 0.0 | 6.2  |
| 1988  | Houston | 4   | 0  | 3.8  | .500 |      |      | 0.3  | 0.3 | 0.0 | 0.0 | 0.5  |
| Total | Total   | 102 | 0  | 26.8 | .545 | .000 | .777 | 5.4  | 1.9 | 0.7 | 0.5 | 10.9 |